# Championnats d'Océanie de BMX 2017
Navigation
Édition précédente Édition suivante
Les championnats d'Océanie de BMX 2017 ont lieu le 4 mars 2017 à Bathurst en Australie.

## Podiums
| Épreuves            | Or                    | Argent               | Bronze               |
| ------------------- | --------------------- | -------------------- | -------------------- |
| Épreuves masculines |                       |                      |                      |
| Élite hommes        | Kai Sakakibara (AUS)  | Matthew Juster (AUS) | Aaron Nottle (AUS)   |
| Junior hommes       | Maynard Peel (NZL)    | Izaac Kennedy (AUS)  | Kyle Hill (AUS)      |
| Épreuves féminines  |                       |                      |                      |
| Élite femmes        | Leanna Curtis (AUS)   | Rebecca Petch (NZL)  | Rachel Jones (AUS)   |
| Junior femmes       | Saya Sakakibara (NZL) | Sara Jones (AUS)     | Jenna Williams (AUS) |

## Tableau des médailles
| Rang  | Nation           | Or | Argent | Bronze | Total |
| ----- | ---------------- | -- | ------ | ------ | ----- |
| 1     | Australie        | 3  | 3      | 4      | 10    |
| 2     | Nouvelle-Zélande | 1  | 1      | 0      | 2     |
| Total | Total            | 4  | 4      | 4      | 12    |